# Râul Valea lui Tucă
Râul Valea lui Tucă este un curs de apă, afluent al râului Ungureni. 